# Pogonosoma walkeri
Pogonosoma walkeri là một loài ruồi trong họ Asilidae. Pogonosoma walkeri được Daniels miêu tả năm 1989.